# Diego Aguirre
Diego Vicente Aguirre Camblor (Montevidéu, 13 de setembro de 1965) é um treinador e ex-futebolista uruguaio que atuava como atacante. Atualmente comanda o Peñarol.

## Carreira como jogador
Foi dele o gol do último título do Peñarol na Copa Libertadores da América de 1987.
Em 1988, foi contratado pela Fiorentina, de Sven-Göran Eriksson, onde só disputou jogos pela Copa da Itália. Realizou sua estreia no dia 24 de agosto, em uma vitória por 1–0 contra Avellino. Marcou seu único gol na Itália na derrota por 4–2 para o Pisa. No mesmo ano, também teve uma rápida passagem pelo Olympiacos, da Grécia.[carece de fontes?]
Entre 1988 e 1989, jogou pelo Internacional, sendo o artilheiro da equipe na Copa Libertadores de 1989.[carece de fontes?]
Em julho de 1990, chegou ao São Paulo, onde foi comandado pelo compatriota Pablo Forlán. Fez sua estreia em 15 de julho, num amistoso contra o Pouso Alegre, partida que também marcou a estreia de Zetti. Após a chegada de Telê Santana, perdeu espaço e acabou deixando o clube, disputando 17 jogos e marcando sete gols com a camisa tricolor.

## Carreira como treinador

### Plaza Colonia
Iniciou sua carreira de treinador no Plaza Colonia em 2002. Levou a modesta equipe a disputar a então Liguilla Pré-Libertadores da América, revelando o zagueiro Diego Lugano, que em seguida se transferiu para o São Paulo.

### Peñarol
No ano seguinte, assumiu pela primeira vez o Peñarol, conquistando o Campeonato Uruguaio de 2003. Foi demitido em dezembro de 2004, após derrota no clássico para o Nacional.

### Aucas
Em 2006, assumiu o Aucas, do Equador. Foi demitido em março, após maus resultados na liga local. Comandou a equipe equatoriana em 10 jogos, conquistando três vitórias, três empates e quatro derrotas.

### Montevideo Wanderers
Em 2007, retornou ao Uruguai para assumir o Montevideo Wanderers, comandando a equipe no Torneio Clausura e conquistando a classificação para a Copa Libertadores da América de 2008.

### Alianza Lima
No mesmo ano, também comandou o Alianza Lima por apenas cinco jogos.

### Seleção Uruguaia Sub-20
Em 2008, a pedido de Oscar Tabárez, assumiu a Seleção Uruguaia Sub-20. Foi terceiro colocado no Sul-Americano, garantindo classificação para a Copa do Mundo FIFA Sub-20 de 2009, no Egito, onde chegou até as oitavas de final.
Além disso, trabalhou em conjunto com o técnico da Seleção Principal, ajudando a lançar várias promessas. Passaram pela seleção de Aguirre nomes como Nicolás Lodeiro, Abel Hernández, Jonathan Urretaviscaya, Sebastian Coates e Santiago García.

### Retorno ao Peñarol
Em 2010, retornou ao Peñarol pela segunda vez, conquistando novamente o Campeonato Uruguaio, com 14 vitórias em 15 jogos. Além disso, conseguiu levar a equipe à final da Copa Libertadores de 2011, onde os uruguaios acabaram sendo derrotados para o Santos de Neymar e Ganso.

### Al-Rayyan
No mesmo ano, assumiu o Al-Rayyan, do Catar, onde conquistou quatro títulos e comandou a equipe em 91 partidas, permanecendo até 2013 no clube.

### Al-Gharafa
Também teve uma rápida passagem pelo Al-Gharafa em 2014, onde sucedeu Zico.

### Internacional
Acertou com o Internacional no dia 22 de dezembro de 2014, chegando para comandar a equipe na temporada de 2015. O treinador uruguaio conseguiu levar o Colorado ao título do Campeonato Gaúcho, tornando-se o quarto treinador estrangeiro a ser campeão pelo Internacional.
Na Copa Libertadores a equipe chegou até fase semifinal, sendo eliminada pelo Tigres, do México.
Causou surpresa sua dispensa em 6 de agosto de 2015, três dias antes de um Grenal, quando se encontrava na décima colocação no Campeonato Brasileiro. No total, o técnico comandou o time em 48 partidas oficiais, com 24 vitórias, 15 empates e nove derrotas.

### Atlético Mineiro
Antes da última rodada do Brasileirão de 2015, no dia 3 de dezembro, Aguirre foi anunciado pelo presidente do Atlético Mineiro, Daniel Nepomuceno, como novo treinador do clube, em substituição a Levir Culpi.
Em seu primeiro torneio comandando o Galo, conquistou a Florida Cup de 2016, após derrotar Schalke 04 e Corinthians.
Após perder o título do Campeonato Mineiro e ser eliminado nas quartas de final da Copa Libertadores pelo São Paulo, pediu demissão do comando do Atlético. No total, comandou o time atleticano em 31 partidas, com 16 vitórias, sete empates e oito derrotas.

### San Lorenzo
Em junho de 2016, Aguirre foi confirmado como novo treinador do San Lorenzo.
No dia 22 de setembro de 2017, renunciou ao cargo após ser eliminado nas quartas de final da Copa Libertadores pelo Lanús, nos pênaltis.

### São Paulo
Foi anunciado como novo treinador do São Paulo no dia 11 de março de 2018, substituindo Dorival Júnior. O contrato era válido até o final do ano. Aguirre tornou-se o 14º treinador efetivo que também foi jogador profissional do clube. Além disso, foi o 15º técnico de origem estrangeira da história do Tricolor — o quinto uruguaio.
Comandou o São Paulo pela primeira vez na partida de ida das quartas de final do Campeonato Paulista, na derrota por 1–0 para o São Caetano, fora de casa. Chegou até as semifinais do Paulista, sendo eliminado para o Corinthians nos pênaltis. Na Copa do Brasil, parou na quarta fase ao ser eliminado pelo Atlético Paranaense. No Campeonato Brasileiro, atingiu uma invencibilidade nas oito rodadas iniciais, sendo o último time a perder no torneio, conquistando o Troféu Osmar Santos (equivalente ao primeiro turno do campeonato). Porém, no segundo turno, o São Paulo teve uma queda vertiginosa de desempenho, aumentando a pressão em cima do seu trabalho.
Foi demitido em 11 de novembro, após uma decisão em conjunto com a diretoria. No total, comandou o time em 43 jogos, com 19 vitórias, 15 empates e nove derrotas.

### Retorno ao Al-Rayyan
Em 28 de maio de 2019, foi confirmado como novo técnico do Al-Rayyan, sendo sua segunda passagem pelo clube do Catar.
Em sua primeira temporada, foi vice-campeão e eleito melhor treinador da liga nacional do Catar, além de chegar as semifinais da Copa da Coroa do Príncipe.
Em 10 de novembro de 2020, alegando problemas pessoais, deixou o clube. Obteve 18 vitórias, nove empates e oito derrotas no período.

### Retorno ao Internacional
Teve o seu retorno ao Internacional anunciado no dia 19 de junho de 2021, chegando para substituir o espanhol Miguel Ángel Ramírez.
No dia 15 de dezembro, um dia após ser preterido pela Seleção Uruguaia, Aguirre acertou sua saída do clube colorado. No total pelo Inter foram 35 jogos, com 11 vitórias, 12 empates e 12 derrotas. A equipe encerrou o Campeonato Brasileiro na 12ª colocação, com 48 pontos, sem garantir vaga na Libertadores.

### Cruz Azul
Em 31 de maio de 2022, assinou com o Cruz Azul, sendo sua experiência no México. Foi demitido em 21 de agosto, após goleada por 7 a 0 para o rival América. O Cruz Azul era o penúltimo colocado na tabela, com apenas oito pontos em dez jogos.

### Olimpia
Em 12 de março de 2023, acertou com o Olimpia, onde terá a oportunidade de disputar mais uma Copa Libertadores. Foi demitido em 20 de julho, após uma péssima campanha no campeonato local. Ao todo, Diego Aguirre comandou o Olimpia em 23 jogos, com apenas 9 vitórias, onde classificou o time para as oitavas da Libertadores com a segunda melhor campanha, mas ocupava a vice-lanterna no Campeonato Paraguaio.

### Santos
Em 6 de agosto de 2023, acertou com o Santos após a demissão de Paulo Turra, com o objetivo de livrar o clube do rebaixamento no Campeonato Brasileiro.
No dia 15 de setembro, foi demitido do clube após uma sequência de maus resultados. Ao todo, foram apenas cinco jogos, com uma vitória e quatro derrotas, com sua equipe marcando dois gols e sofrendo 12, não conseguindo tirar o clube da zona de rebaixamento.

### Terceira passagem no Peñarol
Em 21 de novembro de 2023, foi anunciado seu retorno ao Peñarol.

## Estatísticas
Atualizado até 14 de setembro de 2023[carece de fontes?]
| Clube                | Jogos | Vitórias | Empates | Derrotas | Aproveitamento |
| -------------------- | ----- | -------- | ------- | -------- | -------------- |
| Plaza Colonia        | 38    | 16       | 7       | 15       | 48.25%         |
| Peñarol              | 120   | 66       | 24      | 30       | 61.67%         |
| Alianza Lima         | 5     | 1        | 2       | 2        | 33.33%         |
| Montevideo Wanderers | 15    | 8        | 2       | 5        | 57.78%         |
| Aucas                | 10    | 3        | 3       | 4        | 40%            |
| Uruguai Sub-20       | 15    | 9        | 3       | 3        | 66.67%         |
| Al-Gharafa           | 7     | 3        | 1       | 3        | 47.62%         |
| Internacional        | 83    | 35       | 27      | 21       | 53.01%         |
| Atlético Mineiro     | 31    | 16       | 7       | 8        | 59.14%         |
| San Lorenzo          | 57    | 29       | 12      | 16       | 57.89%         |
| São Paulo            | 43    | 19       | 15      | 9        | 55.81%         |
| Al Rayyan            | 80    | 38       | 19      | 23       | 55.42%         |
| Cruz Azul            | 11    | 2        | 3       | 6        | 27.27%         |
| Olimpia              | 23    | 9        | 6       | 8        | 47.83%         |
| Santos               | 5     | 1        | 0       | 4        | 20%            |

## Títulos como jogador
Peñarol
- Campeonato Uruguaio: 1986
- Copa Libertadores da América: 1987

Deportivo FAS
- Campeonato Salvadorenho: 1996

## Títulos como treinador
Peñarol
- Campeonato Uruguaio: 2003, 2009–10, 2024
- Torneo Intermedio: 2024, 2025[46]

Al-Rayyan
- Copa da Coroa do Príncipe: 2012
- Copa Sheik Jassem: 2012 e 2013
- Copa do Emir do Catar: 2013

Internacional
- Campeonato Gaúcho: 2015

Atlético Mineiro
- Florida Cup: 2016

Cruz Azul
- Supercopa da Liga MX: 2022[47]

### Prêmios individuais
- Treinador do ano do Catar: 2012 e 2019–20[48][49]